# World Wrestling Association
A World Wrestling Association (WWA) é uma promoção de luta profissional (lucha libre) mexicana, com sede em Tijuana, México. Ela foi fundada em 1986 pelo promotor Benjamin Mora, Jr. Durante meados da década de 1980, a WWA alcançou o seu ponto mais alto, contando com lutadores como Rey Mysterio, Jr., La Parka e Juventud Guerrera e foi transmitida no canal Fox Sports en Español.
Nos Estados Unidos, a promotoria serviu muito tempo como um "território de desenvolvimento" da World Championship Wrestling. As atividades no território estadunidense deram-se por acabar em 2004, tendo somente shows no México.
Dentre os wrestlers que passaram, há de destacar L.A. Park, Rey Mysterio, Jr., Rey Misterio, Sr., Juventud Guerrera e Kayra. 